# Selbstmeidender Pfad

Dieser Pfad kehrt nie zu einem bereits besuchten Punkt zurück.

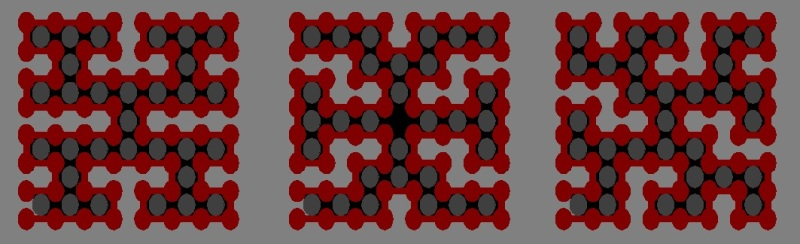
Drei Beispiele auf einem 8x8 Gittergraph

In der mathematischen Theorie der Irrfahrten sind selbstmeidende Pfade Wege auf einem Gitter, die nie zu einem bereits zuvor besuchten Punkt zurückkehren.
Selbstmeidende Pfade sind das einfachste mathematische Modell für die Anordnung langer Polymerketten.
Die Berechnung selbstmeidender Pfade ist ein zentrales Thema der Perkolationstheorie. Es gibt zahlreiche durch empirische Untersuchungen und Heuristiken gestützte Vermutungen über das Verhalten selbstmeidender Pfade. Mathematisch bewiesen ist von diesen Vermutungen aber nur wenig, gerade auch in den für Anwendungen interessanten niedrigen Dimensionen {\displaystyle 2\leq d\leq 4}.

## Definition

Quadratgitter

Hexagonalgitter

Es sei {\displaystyle \Lambda \subset \mathbb {R} ^{d}} ein Gitter im {\displaystyle d}-dimensionalen Raum, zum Beispiel {\displaystyle \mathbb {Z} ^{d}\subset \mathbb {R} ^{d}} oder das Hexagonalgitter in der Ebene.
Ein selbstmeidender Pfad im Gitter {\displaystyle \Lambda } ist ein Pfad (Weg), der jeden Gitterpunkt höchstens einmal besucht.

## Anzahl selbstmeidender Pfade
Zu einem gegebenen Gitter {\displaystyle \Lambda } sei {\displaystyle c_{n}} die Anzahl selbstmeidender Pfade der Länge {\displaystyle n}. Die Folge {\displaystyle c_{n}} ist subadditiv und demzufolge existiert der Grenzwert
{\displaystyle \mu =\lim _{n\to \infty }c_{n}^{\frac {1}{n}}}.
Er wird als die Zusammenhangskonstante (englisch: connective constant) des Gitters bezeichnet.
Das einzige Gitter, für das die Zusammenhangskonstante explizit bekannt ist, ist das Hexagonalgitter. Für dieses haben Duminil-Copin und Smirnow bewiesen, dass
{\displaystyle \mu =2\cos \left({\frac {\pi }{8}}\right)={\sqrt {2+{\sqrt {2}}}}}
ist.
Für das Gitter {\displaystyle \mathbb {Z} ^{d}\subset \mathbb {R} ^{d}} gilt die Ungleichung
{\displaystyle d\leq \mu \leq 2d-1}.
Für {\displaystyle d=2}, also für das Quadratgitter {\displaystyle \mathbb {Z} ^{2}}, kann man numerisch {\displaystyle \mu =2{,}63815853\ldots } berechnen.
Numerische Experimente stützen die Vermutung, dass für alle Gitter asymptotisch
{\displaystyle c_{n}\sim n^{\frac {11}{32}}\mu ^{n}}
gilt, was bedeuten würde, dass im Gegensatz zum exponentiellen Faktor {\displaystyle \mu ^{n}} der subexponentielle Faktor {\displaystyle n^{\frac {11}{32}}} für alle Gitter derselbe wäre.